# Нехомар Серменьйо
Нехомар Серменьйо (ісп. Nehomar Cermeño, 7 червня 1979) — венесуельський професійний боксер, чемпіон WBA (Regular) (2016—2017) в другій легшій вазі, «тимчасовий» чемпіон за версією WBA (2009—2010) в легшій вазі і (2013) в другій легшій вазі, чемпіон Південноамериканських ігор, призер Панамериканських ігор та Ігор Центральної Америки і Карибського басейну.

## Аматорська кар'єра
На Іграх Центральної Америки і Карибського басейну 1998 завоював бронзову медаль в категорії до 54 кг.
На Панамериканських іграх 1999 завоював срібну медаль.
На Олімпійських іграх 2000 програв у другому бою Агасі Агагюль-огли (Туреччина).
2002 року, здобувши у фіналі перемогу над Майком Карвалью (Бразилія), став чемпіоном Південноамериканських ігор в напівлегкій вазі.
На Іграх Центральної Америки і Карибського басейну 2002, програвши у півфіналі Еліо Рохасу (Домініканська Республіка), завоював бронзову медаль.
На Панамериканських іграх 2003 програв у першому бою.

## Професіональна кар'єра
На профірингу дебютував 2004 року. Провівши 16 переможних боїв, 14 березня 2009 року вийшов на бій за вакантний титул «тимчасового» чемпіона WBA в легшій вазі проти Крістіана Міхареса (Мексика). Поєдинок завершився перемогою Серменьйо розділеним рішенням. У негайному реванші 12 вересня 2009 року Міхарес програв Серменьйо одностайним рішенням.
27 березня 2010 року вийшов на бій проти чемпіона WBA в легшій вазі Ансельмо Морено (Панама) і програв розділеним рішенням. У негайному реванші 14 серпня 2010 року знов програв розділеним рішенням.
В наступних шести боях здобув дві перемоги, один бій завершив унічию і зазнав трьох поразок від Віктора Террасаса (Мексика), Фернандо Монтіеля (Мексика) і Олександра Бахтіна (Росія).
10 серпня 2013 року в бою проти Оскара Ескандона (Колумбія) завоював титул «тимчасового» чемпіона WBA в другій легшій вазі.
17 грудня 2016 року вийшов на бій за титул WBA (Regular) в другій легшій вазі проти Цю Сяоцзюнь (Китай) і переміг технічним нокаутом в дванадцятому раунді. Провів два успішних захиста титулу. 9 квітня 2017 року програв Сюн Кубо (Японія) і втратив титул.